# تونگچا-یانووکی
تونگچا-یانووکی (به لهستانی:  Tończa-Janówki) یک روستا در لهستان است که در گمینا لیو واقع شده‌است.